# Berło królowej Jadwigi
Berło królowej Jadwigi – gotyckie berło rektorskie z początku XV wieku. Przechowywane obecnie w Collegium Maius Uniwersytetu Jagiellońskiego
Według tradycji berło to zostało ufundowane przez królową Jadwigę Andegaweńską dla odnowionej pod koniec XIV wieku Akademii Krakowskiej. Jest najstarszym znanym insygnium rektorskim w Polsce i jednym z symboli uniwersytetu w Krakowie.